# Luis Hernández (futebolista)
Luis Arturo Hernández Carreón, ou simplesmente Luis Hernández (Poza Rica, 22 de dezembro de 1968) é um ex-futebolista profissional mexicano que atuava como atacante. Também conhecido como Caniggia Mexicano, pela grande semelhança com o ex- futebolista Claudio Caniggia.

## Carreira
Hernandez integrou a Seleção Mexicana de Futebol na Copa América de 1999.
Luís Hernández foi o maior goleador mexicano em Copas do Mundo, somando 4 no total. Jogador foi apontado até por Maradona para defender a camisa do Boca Juniors em 1998, mas não teve uma bela atuação na Argentina. Foi artilheiro da Copa América de 1997, tendo como campeão Brasil. Despediu-se do futebol em 2002, após a copa do mundo deixando saudades aos fãs e torcedores do Veracruz.

## Títulos
Monterrey
- CONCACAF Cup Winners Cup: 1993

Necaxa
- Mexican Primera División: 1994–95, 1995–96
- Copa México: 1994–95
- Campeón de Campeones: 1995
- CONCACAF Cup Winners Cup: 1994

Los Angeles Galaxy
- Lamar Hunt U.S. Open Cup: 2001

América
- Mexican Primera División: Verano 2002

 Seleção Mexicana
- Copa das Confederações: 1999
- CONCACAF Gold Cup: 1996, 1998

### Individual
- Copa América top scorer: 1997
- CONCACAF Gold Cup Golden Boot: 1998